# خط طول 126° غرب
خط طول 126° غرب هو أحد خطوط الطول الجغرافية، والتي تمتد من القطب الشمالي الجغرافي إلى القطب الجنوبي الجغرافي، وحسب التحويل الزمني يتأخر خط طول 126° غرب عن خط غرينتش بـ8 ساعات و24 دقيقة.

## من القطب إلى القطب
ينطلق خط طول 126° غرب من القطب الشمالي نحو القطب الجنوبي مرورا بالمناطق التي ترد في الجدول التالي:
| الإحداثيات                           | البلد أو الإقليم أو البحر | ملاحظات |
| ------------------------------------ | ------------------------- | --- |
| 90°0′N 126°0′W / 90.000°N 126.000°W  | المحيط المتجمد الشمالي    | |
| 75°52′N 126°0′W / 75.867°N 126.000°W | بحر بيوفورت               | |
| 71°59′N 126°0′W / 71.983°N 126.000°W | كندا                      | الأقاليم الشمالية الغربية — لحوالي 1 km, westernmost point of جزيرة بانكس (Cape Kellett) |
| 71°58′N 126°0′W / 71.967°N 126.000°W | خليج أموندسن              | |
| 69°25′N 126°0′W / 69.417°N 126.000°W | كندا                      | الأقاليم الشمالية الغربية يوكون (إقليم) — من 60°49′N 168°0′W / 60.817°N 168.000°W كولومبيا البريطانية — من 60°0′N 126°0′W / 60.000°N 126.000°W, the mainland, جزيرة فانكوفر و Vargus Island |
| 49°9′N 126°0′W / 49.150°N 126.000°W  | المحيط الهادئ             | |
| 60°0′S 126°0′W / 60.000°S 126.000°W  | المحيط الجنوبي            | |
| 73°6′S 126°0′W / 73.100°S 126.000°W  | القارة القطبية الجنوبية   | المطالب الإقليمية بالقارة القطبية الجنوبية |